# Davčna uprava Republike Slovenije
Davčna uprava Republike Slovenije (kratica: DURS) je bila med letoma 1996 in 2014 del slovenske javne uprave in je predstavljala slovensko davčno službo. Davčna uprava Republike Slovenije je bila organ v sestavi Ministrstva za finance, njen sedež pa je bil v Ljubljani.

## Zgodovina Davčne uprave Republike Slovenije
V času Socialistične Republike Slovenije so naloge davčne službe opravljale občinske uprave za javne prihodke in SDK. Leta 1992 so naloge občinskih uprav za javne prihodke prešle na državno davčno službo, ki se je imenovala Republiška uprava za javne prihodke. Leta 1994 je bila SDK preimenovana v Agencijo Republike Slovenije za plačilni promet, nadziranje in informiranje,  leta 1996 pa je bil velik del nekdanje SDK združen z Republiško upravo za javne prihodke v Davčno upravo Republike Slovenije. Janševa vlada je že za 1. julij 2013 načrtovala združitev davčne in carinske uprave v ustanovo z delovnim imenom »Finančna uprava«, toda zaradi padca te vlade v marcu 2013 do združitve obeh služb tega dne ni prišlo. V času vlade Alenke Bratušek je Državni zbor Republike Slovenije 31. marca 2014 sprejel Zakon o finančni upravi (ZFU), ki določa, da se carinska in davčna služba 01.08.2014 združita v enotno finančno upravo.  Vlada Republike Slovenije je 15.07.21014 na dopisni seji za vršilko dolžnosti generalne direktorice finančne uprave imenovala Jano Ahčin, in sicer do imenovanja generalnega direktorja Finančne uprave Republike Slovenije po opravljenem natečajnem postopku, vendar največ za šest mesecev. Položaj je nastopila s 16. julijem 2014. Jani Ahčin je zaradi tega dne 15.07.2014 prenehal mandat generalne direktorice Davčne uprave Republike Slovenije, 31. 7. 2014 pa je bil s položaja generalnega direktorja Carinske uprave Republike Slovenije razrešen tudi Rajko Skubic. Od 01.08.2014 namesto nekadanje Davčne uprave Republike Slovenije deluje Finančna uprava Republike Slovenije.

## Delovanje
Davčna uprava Republike Slovenije je opravljala naloge iz dejavnosti davčne službe, ki so obsegale odmero, obračunavanje, nadzor in izterjevanje davkov in drugih dajatev na podlagi zakona in drugih predpisov. Posamezne naloge davčne službe so bile:
- pobiranje davkov in drugih obveznih dajatev;
- opravljanje nadzora nad zakonitostjo, pravilnostjo in pravočasnostjo izpolnjevanja davčnih obveznosti;
- preprečevanje in odkrivanje davčnih prekrškov ter drugih kaznivih ravnanj ter vodenje postopka za prekrške prekrškovnega organa;
- prisilna izterjava denarnih terjatev države in samoupravnih lokalnih skupnosti;
- izvajanje predpisov Evropske skupnosti in mednarodnih pogodb s področja davčne službe ter sodelovanje in izmenjava podatkov z Evropsko skupnostjo in drugimi državami;
- sodelovanje z mednarodnimi organizacijami in strokovnimi združenji s področja davkov;
- proučevanje in analiziranje delovanja davčnega sistema in ukrepov davčne politike ter dajanje pobud za reševanje zadev s tega področja;
- opravljanje drugih nalog, določenih z zakonom ali s predpisom na podlagi zakona.

V letu 2011 je DURS pobral za  11.178.962.953 € dajatev, od tega je bilo 94,8% dajatev davčnih prihodkov; davek na dobiček je predstavljal 25,8% pobranih dajatev, prispevki za socialno varnost pa 29,9% pobranih dajatev.

## Organizacija
V DURS je bilo po stanju na dan 31. 12. 2011 zaposlenih 2.506 javnih uslužbencev. DURS so sestavljali generalni davčni urad, 15 davčnih uradov, ustanovljenih za posamezno območje, in posebni davčni urad:
- Generalni davčni urad je skrbel za organizacijo delovanja, za analizo in nadzor dela območnih uradov, za načrtovanje davčnih prihodkov in inšpekcijskih pregledov. Poleg tega je generalni davčni urad skrbel tudi za register zavezancev.[11]
- Davčni urad, ki jih je bilo v Sloveniji skupaj 15, in ki so dejansko izvajali funkcijo davčne službe, to je obračun, pobiranje, izterjavo davkov ter davčni nadzor.[11]
- Posebni davčni urad je skrbel za okoli 400 največjih davčnih zavezancev v državi, to so trošarinski zavezanci, igralnice, ter za podjetja, ki se ukvarjajo z bančništvom.[11] Posamezni davčni uradi so bili:[12]

- Davčni urad Brežice
- Davčni urad Celje
- Davčni urad Dravograd
- Davčni urad Hrastnik
- Davčni urad Kočevje
- Davčni urad Koper
- Davčni urad Kranj
- Davčni urad Ljubljana
- Davčni urad Maribor
- Davčni urad Murska Sobota
- Davčni urad Nova Gorica
- Davčni urad Novo mesto
- Davčni urad Postojna
- Davčni urad Ptuj
- Davčni urad Velenje

V davčnih postopkih so davčni uradi predstavljali prvostopenjski organ odločanja v davčnih zadevah, Ministrstvo za finance pa drugostopenjski organ v davčnih zadevah.